# VdB 101
vdB 101 è una nebulosa a riflessione visibile nella costellazione dello Scorpione.
Si trova nella parte settentrionale della costellazione, circa 4° a est di Graffias, la stella β Scorpii; si tratta di una porzione della più estesa nube IC 4601, visibile pochi minuti d'arco più ad est, illuminata da una stella di sesta magnitudine, la gigante arancione HD 146834. Questa stella ha una classe spettrale K0III ed è in evoluzione verso l'ultimo stadio del suo ciclo vitale; la sua distanza, ricavabile dalla misura della parallasse, è di circa 150 parsec (490 anni luce).
Questa stella si trova fisicamente in una posizione intermedia fra la Nube di Rho Ophiuchi, un grande complesso nebuloso visibile alcuni gradi più a sud in cui hanno luogo importanti fenomeni di formazione stellare, e le stelle dell'Associazione Scorpius OB2, comprendente la gran parte delle stelle blu luminose visibili nella parte settentrionale dello Scorpione.